# Paracrocampsa laboulbeni
Paracrocampsa laboulbeni är en insektsart som först beskrevs av Victor Antoine Signoret 1855.  Paracrocampsa laboulbeni ingår i släktet Paracrocampsa och familjen dvärgstritar. Inga underarter finns listade i Catalogue of Life.